# STS-110
STS-110は、スペースシャトル・アトランティスによって行なわれた国際宇宙ステーション (ISS) への飛行ミッションである。ISS のトラス構造の基幹であるS0トラスの取り付けを主な目的としていた。

## 乗員
- マイケル・ブルームフィールド (3) 船長
- ステファン・フリック (1) 操縦手
- ジェリー・ロス (7) ミッション・スペシャリスト
- スティーヴン・スミス（英語版） (4) ミッション・スペシャリスト
- エレン・オチョア (4) ミッション・スペシャリスト
- リー・モーリン（英語版） (1) ミッション・スペシャリスト
- レックス・ウォルハイム (1) ミッション・スペシャリスト

## ミッション・パラメータ
- 質量:
  - 打上時: 257,079 kg
  - 着陸時: 200,657 kg
  - ペイロード: 13,132 kg
- 近地点: 155 km
- 遠地点: 225 km
- 軌道傾斜角: 51.6°
- 周期: 88.3 分

## ミッションのハイライト
STS-110 の主な目的は、国際宇宙ステーション (ISS) のデスティニー実験モジュールにS0トラスを取り付けることであった。S0トラスには、続くミッションの STS-112 と STS-113 のそれぞれでS1トラスとP1トラスが取り付けられ、ISS の基幹となっている。
また STS-110 ではモービル・トランスポータ (Mobile Transporter : MT) も運び込まれた。MT はトラスに設置されたレール上を移動する台車で、重量は 885 kg（1950 lb）である。次のミッション STS-111 では、MT にモービル・ベース・システム (Mobile Base System : MBS) が取り付けられた。このモービル・サービス・システム (Mobile Servicing System : MSS) により、カナダアーム2がトラス上を移動できるようになる。

### ISS とのドッキング
- ドッキング: 2002年4月10日 16:05:00 UTC
- 切り離し: 2002年4月17日 18:31:00 UTC
- ドッキング期間: 7日2時間26分0秒

### 船外活動
|     | ミッション    | 担当者                                      | 開始 (UTC)          | 終了 (UTC)          | 期間      | 作業内容                          |
| --- | ------------- | ------------------------------------------- | ------------------- | ------------------- | --------- | --------------------------------- |
| 35. | STS-110 EVA 1 | スティーブン・スミス レックス・ウォルハイム | 2002年4月11日 14:36 | 2002年4月11日 22:24 | 7時間48分 | S0トラスをデスティニーに取り付け  |
| 36. | STS-110 EVA 2 | ジェリー・ロス リー・モーリン               | 2002年4月13日 14:09 | 2002年4月13日 21:39 | 7時間30分 | S0トラスの取り付け                |
| 37. | STS-110 EVA 3 | スティーブン・スミス レックス・ウォルハイム | 2002年4月14日 13:48 | 2002年4月14日 20:15 | 6時間27分 | S0トラス用にカナダアーム2を再構成 |
| 38. | STS-110 EVA 4 | ジェリー・ロス リー・モーリン               | 2002年4月16日 14:29 | 2002年4月16日 21:06 | 6時間37分 | 将来の船外活動用装置の取り付け    |